# Dos Ríos (Panama)
Pour les articles homonymes, voir Dos Ríos.
Dos Ríos est un corregimiento situé dans le district de Dolega, province de Chiriquí, au Panama. En 2010, la localité comptait 1 634 habitants.